# دودلي إرفين
دودلي إرفين (بالإنجليزية: Dudley Erwin)‏ هو سياسي أسترالي، ولد في 20 أغسطس 1917 في أستراليا، وتوفي في 29 أكتوبر 1984 في كانبرا في أستراليا. حزبياً، نشط في الحزب الليبرالي الأسترالي. وقد انتخب عضو مجلس النواب الأسترالي عن دائرة Division of Ballarat ‏ (10 ديسمبر 1955 – 11 نوفمبر 1975).